# حزب إصلاح ليبيريا المتحدة
حزب إصلاح ليبيريا المتحدة هو حزب سياسي في ليبيريا. قدم الحزب مرشحين في انتخابات 11 أكتوبر 2005.
فاز مرشح الحزب وليام توبمان جونيور بنسبة 1.6 ٪ من الأصوات في الانتخابات الرئاسية. فشل الحزب في الفوز بأي مقاعد في مجلس الشيوخ أو مجلس النواب.
تم استبعاد الحزب من خوض الانتخابات الرئاسية والتشريعية لعام 2011.